# Ludvík Ráža
Ludvík Ráža, né le 3 septembre 1929 à Moukatchevo en Ruthénie subcarpathique et mort le 4 octobre 2000 à Prague, est un réalisateur et scénariste tchèque.

## Biographie
Ráža est principalement connu pour son travail sur les contes de fées télévisés, ainsi que diverses histoires effrayantes, des films avec des thèmes historiques mystérieux, des films de science-fiction et de fantasy. Beaucoup d'entre eux font partie des classiques de la télévision et du cinéma tchèques. 
Diplômé du lycée de Prague, il enseigne une courte période à Cheb puis, de 1953 à 1958, étudie à la Faculté de cinéma de l'Académie des arts du spectacle (FAMU), où il exercera ensuite comme professeur (jusqu'en 1990).
Il travaille pour la télévision tchécoslovaque de 1958 à 1991. Après l'occupation de 1968, il se consacre principalement à la création pour enfants. De 1964 jusqu'à l'année révolutionnaire de 1989, il est responsable de la radiodiffusion pour les enfants et les jeunes.
Marié à Jana (née Tymešová), le couple a une fille, Evženia Rážová (1960-2022), créatrice de costumes.
Ráža est mort d'un cancer. Il est enterré au cimetière de Vinohrad (Vinohradský hřbitov (cs)).

## Filmographie
Cinéma
- 1976 : Odysseus a hvězdy
- 1978 : Tajemství Ocelového města
- 1980 : Něco je ve vzduchu
- 1982 : Poslední propadne peklu (cs)
- 1994 : V erbu lvice (cs)

Télévision
- 1964 : Kluk a kometa (série télévisée)
- 1967 : Sedmero krkavců
- 1971 : Princ a chuďas
- 1972 : Podezřelé prázdniny (cs) (mini-série)
- 1973 : Boříkovy lapálie (mini-série)
- 1975 : My z konce světa (cs) (série télévisée)
- 1977 : Tajemství proutěného košíku (série)
- 1979 : Upír ve věžáku (cs)
- 1981 : V zámku a v podzámčí
- 1984 : My všichni školou povinní (cs) (série)
- 1984 : Koloběžka první (cs)
- 1985 : O chytrém Honzovi (cs)
- 1990 : O Janovi a podivuhodném příteli
- 1993 : Sedmero krkavců
- 1997 : O spanilé Jašince
- 1998 : Stín

## Publication
- 2001 : …jako když rukou mávneš. aneb život očima režiséra, Prague : Hart  (ISBN 80-86529-18-5)